# Cyphonia capra
Cyphonia capra är en insektsart som beskrevs av Hermann Burmeister. Cyphonia capra ingår i släktet Cyphonia och familjen hornstritar. Inga underarter finns listade i Catalogue of Life.